# Шолудивник південний
Шолудивник південний (Pedicularis sibthorpii) — вид квіткових рослин родини вовчкових (Orobanchaceae).

## Біоморфологічна характеристика
Це багаторічна рослина заввишки 20–40 см. Стебло і чашечка вкриті довгими кучерявими волосками. Суцвіття 5–15 см завдовжки. Чашечка б.-м. тупа. Віночок жовтий, 27–28 мм завдовжки. Верхня губа віночка зазвичай гола.

## Поширення
Іран, Ірак, Крим, Північний Кавказ, Південний Кавказ, Туреччина.
В Україні вид росте на трав'янистих схилах, у світлих лісах — у гірському Криму, звичайно; особливо на яйлах.